# Gerbillus stigmonyx
Gerbillus stigmonyx är en däggdjursart som beskrevs av Theodor von Heuglin 1877. Gerbillus stigmonyx ingår i släktet Gerbillus och familjen råttdjur. IUCN kategoriserar arten globalt som otillräckligt studerad. Inga underarter finns listade i Catalogue of Life.
Ibland listas arten i släktet Dipodillus.
Denna gnagare är bara känd från tre platser väster om den Vita Nilen i Sudan. Den hittades i gräsmarker samt i områden med klippor eller sand och glest fördelad växtlighet.